# Цись Роман Васильович
Рома́н Васильович Цись (нар. 17 жовтня 1957, Жовква, Львівська область) — львівський композитор. Член Національної спілки композиторів України.

## Життєпис
Народився 17 жовтня 1957 р. в м. Жовква, що на Львівщині.
Закінчив Дрогобицьке музичне училище, Львівську консерваторію ім. М. В. Лисенка по класу композиції у професора Л. Мазепи.
Керівник гурту «Роман Цись та Мандрівні музики зі Львова».
Працював викладачем львівської хорової школи "Дударик" та жовківської школи мистецтв.
Автор симфонічних, вокально-симфонічних, камерних, хорових, інструментальних, вокальних творів, а також збірника пісень «Осіння скрипка», куди ввійшли пісні та романси на вірші українських поетів.
Автор розділу у книзі «Хрестоматія хорового співу».
Автор збірки «Україно — квітко моя». (2007 р.)
Автор збіри «Фортепіанна творчісь Романа Цися». (2014 р.)
Автор збірки "Твори для скрипки, альта і фортепіано". (2017 р.)
Лауреат  конкурсу  ім. М. Д. Леонтовича.  ( 2013 р. )
Лауреат  премії  ім. Станіслава  Людкевича  ( 2018 р. )
Творчий доробок Романа Цися характеризується увагою до фольклорних джерел, зокрема до мелодико-інтонаційного багатства карпацького краю. Він є типовим представником композиторської школи України. Його творам притаманні романтична окриленість, мелодійна щедрість, тонке чуття народної інтонації, використання фольклорних елементів, якість фактури, цілісність та завершеність форми. Його творчий доробок охоплює різноманітні жанри. Він автор таких великих музичних форм, як кантата «Суботів» на вірші Т. Шевченка для хору і симфонічного оркестру, кантата «Велика Гармонія» на вірші Б. І. Антонича для хору та симонічного оркестру, кантата «Чигрине» на вірші Т. Шевченка для хору та читця, симфонія «Захар Беркут», сюїта «Гімалаї» для фортепіано та симфонічного оркестру, концерт для альта з оркестром, соната для скрипки і фортепіано, сюїта «Патризанська» для струнного квартету, «Різдвяний диптих» для мішаного хору, «Рапсодія» для скрипки з оркестром.
Роман Цись — автор численних творів малої форми — хорів, романсів, обробок українських народних пісень, дитячих пісень, естрадних пісень, інструментальних мініатюр.
Особливе місце в творчості Романа Цися займають твори для дітей. Це твори для фортепіано, скрипки, альта, а також хорові твори. Багато років композитор співпрацює з хоровою капелою «Дударик», та "Галицьким камерним хором". Зокрема «Дудариком» були виконані кантати «Суботів», «Велика гармонія» та «Чигрине», а також багато пісень і хорових творів без супроводу.
"Галицьким камерним хором" була виконана хорова сюїта "Маланка", "Різдвяний диптих", кантата "Чигрине" та багато інших творів.
Хорові твори Романа Цися з успіхом звучали на хорових фестивалях та на міжнародному фестивалі «Київ  Музик  Фест».

## Основні твори

### Для симфонічного оркестру
- Симфонія «Захар Беркут»
- Сюїта «Гімалаї» для ф-но, синтезатора та симфонічного оркестру
- Концерт для альта з оркестром (одночастинний)

### Для струнного оркестру
- «Мелодія»[3]
- «Концертна п'єса» (для гітари та струнного оркестру)
- «Рапсодія для скрипки з оркестром»[4]

### Вокально-симфонічні твори
- Кантата «Суботів» на слова Т. Г. Шевченка для соліста, читця, хору та симфонічного оркестру [5]
- Кантата «Велика гармонія» на вірші Б. І. Антонича, для соліста, хору та симфонічного оркестру
- «Україно-квітко моя». Слова М. Петренка. Пісня для хору та симфонічного оркестру [6]
- «Світе тихий-Чигирине». Кантата для читця, солістів та оркестру, на вірші Т.Шевченка.
- Диптих "Маланка" для хору і  симфонічного  оркестру.

### Для струнного квартету
- Сюїта «Партизанська»
- Квартет

### Для двох скрипок і альта
- «Фантастичний танець»
- «Фантазія на українські теми»

### Для скрипки, альта та фортепіано
- Вальс «Квітка» [7]
- "Тріо" ( "Інтродукція і рондо". )

### Для скрипки та фортепіано
- «Скерцо»
- «Соната в трьох частинах»
- «Романс»

### Для альта та фортепіано
- «Рапсодія»

### Для фортепіано
- «Поема»
- «Варіації на українську тему»
- «П'ять прелюдій»
- «Танець русалок»
- «Фортепіанний диптих»
- «Карпатська казка»
- «Ліричний вальс»
- «Під місячним сяйвом»
- "Дует"  для  двох фортепіано.

### Для хору без супроводу
- «Різдвяний диптих», для мішаного хору, слова Б. І. Антонича
- «Осінь». для жіночого хору, слова Л. Костенко
- «Ave Maria», для мішаного хору, слова Б. І. Антонича
- «Здибався місяць», хорова обробка древньої колядки для мішаного хору
- «Чигрине» — Кантата для хору і читця на вірші Т. Г. Шевченка
- «Тихої ночі», Слова М. Чумарної. (Для мішаного хору.)
- "Ой  дзвенить,  дзвенить",  Сл. М. Чумарної. (Для мішаного хору.)
- "Ходімо браття", Сл. М. Петренка. (Для мішаного хору.)
- «Стрілецькі могили», Св. Б. Стельмаха. (Для мішаного хору.)
- «Чуєш, брате! Дніпро висихає.» Сл. Миколи Петренка. (Для мішаного хору.)
- "Голос до голосу", Сл. М. Петренка.  (Для мішаного хору.)
- "Чи є кращі між квітками". Сл. Лесі Українки.
- "Маланка". (Без супроводу).  "Ой у чора із вечора", "Сію, сію, засіваю".

### Для хору та фортепіано
- «Маланка». Хорова сюїта: 1ч. «Ой, учора із вечора». 2ч. «Чи дома, дома господар дома?». 3ч. «Здибався місяць». 4ч. «Сію, сію, засіваю.»[8]  5 ч. "Старий рік минає".  6 ч. "В полі, в полі плужок оре".

### Друковані видання
- Збірник пісень «Осіння скрипка». Львів, «Просвіта».
- Ряд пісень Р.Цись надруковано у збірках
  - «Дитячі голоси України», Львів, «Ліга-Прес»
  - «Хрестоматія хорового співу» для дитячих музичних шкіл, Львів, Афіша
- Збірник пісень «Україно-квітко моя», Львів, «Ліга-Прес»
- Збірник фортепіанних творів, «Фортепіанна творчість Романа Цися». Львів. «Ліга Прес»
- "Твори для скрипки, альта та фортепіано", Львів, "Ліга-Прес",  2017 р.

### Музика до театральних вистав
- Музика до вистави М. Куліша «Мина Мазайло», (2011 р. Національний театр Ім. М.Заньковецької.)
- Музика до дитячої вистави М. Петренка «Святий Миколай у Львові», (2013 р. Львівська філармонія.)
- Опера-мюзикл "Сім чарівних бажань" за мотивами казки Е.Лабульє,  2015 р.